# Amer Abdulrahman
Amer Abdul Rahman Abdullah Hussein Al Hamadi (Abu Dhabi, 3 de julho de 1989) é um futebolista profissional emiratense que atua como defensor.

## Carreira
Amer Abdulrahman fez parte do elenco da Seleção Emiratense de Futebol da Olimpíadas de 2012.